# Fusione parziale
Quando le rocce fondono, lo fanno gradualmente, attraversando uno stato di fusione parziale. La maggioranza delle rocce sono costituite da vari minerali con diversi punti di fusione, e perciò i suoi diagrammi di cambio di stato da solido a liquido sono generalmente complessi. Alle pressioni che esistono nella crosta o nel mantello superiore della Terra, soltanto una piccola frazione di fusione parziale può essere sufficiente affinché questo fluido sia spremuto e separato dalla matrice migrando (a causa della sua minore densità) verso la superficie.
Quando una roccia fonde, il liquido così formato viene definito magma primario, sebbene non abbia sperimentato nessuna differenziazione e non rappresenta la composizione originaria del magma. In natura è raro trovare magmi primari, essendo un esempio i leucosomi di migmatiti. Quando diventa impossibile trovare la composizione primitiva o primaria del magma, è spesso utile cercare di identificare il magma parentale.

## Implicazioni geochimiche nella fusione parziale
Il grado di fusione parziale è critico per determinare che tipo di magma viene prodotto. Il grado di fusione parziale richiesto per formare una determinata fusione può essere stimato misurando l'arricchimento relativo di elementi incompatibili di fronte ad elementi compatibili. Tra gli elementi incompatibili sono comunemente inclusi il potassio, bario, cesio e rubidio. I tipi di roccia prodotti a piccoli gradi di fusione parziale nella crosta sono tipicamente alcalini (Ca, Na) e potassici.
I fattori principali che controllano la fusione parziale delle rocce sono: 
- Contenuto d'acqua
- Temperatura
- Pressione
- Composizione delle fonti parentali

Di questi fattori, alcuni domineranno sopra gli altri secondo l'ambiente tettonico nel quale si genera il magma. Nelle zone di subduzione come i Caraibi o il Giappone, il fattore critico è il contenuto di acqua nel mantello. Nelle dorsali oceaniche come la Transatlantica o nell'East Pacific Rise, il fattore critico è la diminuzione della pressione nell'asse di estensione. Nelle zone di collisione continentale come le Alpi, lo è l'incremento della pressione e della temperatura alla base della crosta. In alcuni monti marini come Hawaii o Islanda, il fattore principale è l'incremento della temperatura generata da anomalie termiche (piume di mantello o punti caldi) provenienti dalla base del mantello inferiore.